# Clemens Kentrup
Clemens August Kentrup (* 11. Januar 1897 in Dortmund; † 24. Juni 1945) war ein deutscher NSDAP-Gauwirtschaftsberater und Präsident der IHK Baden von 1933 bis 1936.

## IHK-Präsident
Der promovierte Jurist Kentrup stammte aus Dortmund, war zunächst Geschäftsführer der Handwerkskammer Mönchengladbach und leitete danach als Versicherungsmanager bis 1932 die badische Landesdirektion der Westdeutschen Versicherungsanstalt zu Dortmund. Bereits zum 1. Januar 1931 trat er der NSDAP bei (Mitgliedsnummer 407.714). 1933 bestellte ihn der badische NSDAP-Gauleiter Robert Wagner zu seinem Gauwirtschaftsberater. Nach der Gleichschaltung der Industrie- und Handelskammern 1933 wurde er in Personalunion Präsident der nach dem Führerprinzip geleiteten IHK Baden, die allerdings schon 1935 wieder aufgelöst wurde. Die einzelnen Kammern, etwa die in Mannheim unter ihrem Präsidenten Fritz Reuther oder die Freiburger Kammer mit dem ebenfalls 1933 neu eingesetzten Präsidenten Emil Tscheulin blieben formal bestehen, waren aber Kentrup und seiner badischen Einheitskammer mit Sitz in Karlsruhe untergeordnet.
Kentrup hatte sich als überzeugter Nationalsozialist zum Ziel gesetzt, die Aufgaben der Kammern der Partei unterzuordnen. So unternahm er beispielsweise 1936 den Versuch, die drei Geschäftsführer der IHK Mannheim gegen den Widerstand von deren Präsidenten Fritz Reuther durch Parteigenossen zu ersetzen. Da vor 1933 nur wenige badische Industrielle der NSDAP nahestanden, sah Kentrup in seinem Amt die Aufgabe, „die Verbreitung des nationalsozialistischen Gedankengutes in der Wirtschaft“ zu befördern und diese so weit wie möglich an die Partei anzubinden. Um dies zu erreichen, verquickte er die Positionen des Gauwirtschaftsberaters und des Präsidenten der neu gegründeten IHK Baden miteinander, richtete sein Parteibüro als Gauwirtschaftsberater der NSDAP in den Räumen der IHK ein und führte beträchtliche Finanzmittel der IHK an die Partei ab. Zudem nutzte er seine Funktionen, um sich persönlich in unangemessener Weise finanziell zu begünstigen.
Bei seinen Bestrebungen, die von Gauleiter Wagner im Grundsatz unterstützt wurden, stieß er unter anderem auf Widerstand des badischen Ministerpräsidenten Walter Köhler. Köhler, der in Baden gleichzeitig Finanz- und Wirtschaftsminister war, beanspruchte für sich den Einfluss auf die Wirtschaftspolitik, ein Feld, das ihm der ansonsten machtbewußte Gauleiter und Reichskommissar Wagner überließ. In der Auseinandersetzung mit Wagner schaffte es Köhler um 1935/36 auch, den Einfluss der badischen NSDAP auf die Wirtschaft zurückzudrängen, den voranzutreiben sich Gauwirtschaftsberater Kentrup zum Ziel gesetzt hatte. Köhler betrieb die Einrichtung einer badischen Wirtschaftskammer, die zwangsläufig in Konkurrenz zu der von Kentrup geführten IHK Baden stand. Um Gauleiter Wagner die Möglichkeit zu nehmen, die Leitung dieser Kammer Kentrup zu übertragen, übernahm Köhler diese selbst und holte sich dazu die Zustimmung des Reichswirtschaftsministers Schacht, da die Kammern in der Regel nicht von Regierungsmitgliedern geführt werden sollten. Damit war Kentrups Einfluss auf der Ebene der Wirtschaftskammern entscheidend geschwächt. Sein Amt als NSDAP-Gauwirtschaftsberater behielt er dagegen bis 1945. Nach seiner Ablösung als Präsident der IHK Baden war Kentrup zunächst Direktor der Badischen Kommunalen Landesbank in Karlsruhe.

## Gauwirtschaftsberater
Zu den Aufgaben der Gauwirtschaftsberater zählte die „Entjudung der Wirtschaft“ mittels „Arisierung“ jüdischen Vermögens. Während von vielen Gauwirtschaftsberatern bekannt ist, dass sie sich indirekt durch „Arisierung“ bereicherten, so etwa von Karl Eckardt (Gau Hessen-Nassau) oder Oskar Hinterleitner (Gau Oberösterreich), hat Kentrup persönlich eine „arisierte“ Firma erworben. 1939 wurde er Eigentümer des Metallwerk Oscar Weil in Lahr, einem Unternehmen, das Stahlwolle herstellte und noch heute besteht.
Diese Übernahme erfolgte im Zusammenspiel mit der IHK Freiburg, die Kaufverträge zwischen jüdischen Eigentümern und „arischen“ Erwerbern grundsätzlich zu genehmigen hatte. Deren Präsident Emil Tscheulin, der die Übernahme des Werks im Besitz von Hugo Weil durch seinen Schwiegersohn Kentrup vermutlich auch finanzierte, war Eigentümer des Aluminiumwerks, bei dem Kentrup ab 1937 als Direktor angestellt war.
Kentrup hatte auch die Funktion eines „Staatskommissars für die badische Wirtschaft“ und war während des Krieges Mitglied der „Rüstungskommission Oberrhein“. Er war mit Gretel Tscheulin, einer Tochter des Freiburger IHK-Präsidenten Emil Tscheulin verheiratet. Kentrup starb 1945 in französischer Kriegsgefangenschaft.